# Elektronisk sags- og dokumenthåndtering
 Denne artikel bør gennemlæses af en person med fagkendskab for at sikre den faglige korrekthed.

Elektronisk sags- og dokumenthåndtering (ESDH), jf. dokumentstyring. Begrebet er opstået i forbindelse med den offentlige sektors behov for at optimere processer inden for sags- og dokumenthåndtering. ESDH dækker som begreb både over forskellige IT-løsninger (software), men den er også en disciplin, hvor gamle håndteringer som journalisering, arkivering, sagsstyring, dokumentstyring osv. er indeholdt.

## Systematik
Organisatorisk set vil et ESDH-system derfor ofte være et tværgående system, som håndterer dokumenter fra 'vugge til grav'. Systemet kan fx indeholde:
- Capture: en funktion til modtagelse af dokumenter, fx ved hjælp af scanning af fysiske dokumenter, konvertering af elektroniske dokumenter.
- Journalisering: Indeksering eller journalisering af dokumenter, e-mails og andre filtyper efter et klassifikationssystem/en journalplan, som anvendes i den pågældende virksomhed[1]. Journaliseringen sikrer dokumenters kobling til sager.
- Workflow: Styring af dokumenters behandling, både af enkeltpersoner (trinvis behandling) og af flere personer (overlevering til andre kompetenceområder).
- Distribution: Udvikling af breve – uanset kanal – efter standarder, som er vedtaget af virksomheden eller institutionen. Det kan fx være standarder for design og layout, tone of voice, eller det kan være hel eller delvis automatisering af masseskrivelser, hvor eksempelvis hele fraser sættes sammen med modtagerdata per automatik.
- Arkivering: Et elektronisk lager, hvor alle dokumenter arkiveres. Med arkiveringen sikres dokumentation i en lovpligtig periode, og rådgivere/sagsbehandlere sikres mulighed for at kunne genfinde tidligere sagsakter. Dokumenter arkiveres med div. metadata, inkl. klassifikation og revisionsspor.
- Fremsøgning: En grænseflade, som gør det muligt at fremsøge dokumentation. Ofte vil der være mulighed for at lave noter eller behandlingsnotater til sager eller dokumenter.

Det er dog ikke alle ESDH-systemer, der kan håndtere alle dele fuldstændigt.

## ESDH funktionalitet i et historisk perspektiv
Den offentlige sektor har siden 70’erne anvendt it-systemer (Andersen 2007) til at håndtere dokumenter på elektronisk form. I trit med den teknologiske udvikling har anvendelsen af elektroniske værktøjer spredt sig. Hvor journaliseringsopgaver og registrering af sager tidligere var centralt håndteret i centrale journalafdelinger, medfører brugen af ESDH-systemer, at arkiveringen nu udføres fra sagsbehandlernes skrivebord. 
I Kim Viborg Andersens beskrivelse af digitaliseringen af sags- og dokumenthåndteringssystemer i den offentlige sektor deles den teknologiske udvikling op i fire faser. Faserne starter fra centrale minidatamat-løsninger, som kun havde få terminaladgange, op til ESDH-systemernes integration til mange eksterne registre, som f.eks. det Centrale Personregister, Centrale Virksomhedsregister og Bygning- og Boligregistret. Faserne er etablering, modning, gennembrud og vækst.
| Fase       | Periode                                         | Kendetegn | Funktionalitet |
| ---------- | ----------------------------------------------- | --- | --- |
| Etablering | 1970’erne til tidlig 1980’erne                  | Mini-datamater, stjerne-net og terminaler                                                                                              | Den hierarkiske journalplan, sagsregistrering, dokumentregistrering, restancekontrol, friststyring, søgning baseret på metadata, simpel rapportering                                                              |
| Modning    | Tidlige/midt 1980’erne til starten af 1990’erne | Lokalnetværk og standardiserede platforme (flere PC’er med Windows). Sagsbehandlere registrerer selv via mappestruktur på netværksdrev | Den hierarkiske journalplan, sagsregistrering, dokumentregistrering, restancekontrol, friststyring, søgning baseret på metadata, simpel rapportering                                                              |
| Gennembrud | Midt 1990’erne til starten af 2000-tallet       | Netværksservere og modning af teknologier. Sammensmeltning af journal og dokument-håndteringssystemet                                  | +Integration til kontorprogrammer, integration til e-mail |
| Vækst      | Starten af 2000                                 | Interoperabilitet, skalering og integration. Multikanal-strategi.                                                                      | +Journalisering, sagsstyring, dokumenthåndtering, simpel workflow, publicering, ledelsesinformation, avancerede søgninger, avanceret rapportering, integration til eksterne registre, integration til fagsystemer |

## Lovkrav
Der stilles store krav til det offentliges dokumentation. Derfor skal et ESDH-system i det offentlige overholde følgende lovgivning:
- Arkivloven
- Forældelsesloven
- Persondataloven
- Forvaltningsloven
- Bogføringsloven

m.m.
Dette gøres bl.a. ved at styre kassation, aktindsigt, persondata osv. systematisk.

## Privat brug af know-how fra systemet
ESDH anvendes i stigende grad også i den private sektor til at styre forretningskritiske sager og dokumenter, i så forskellige forretningsområder som
- Projekter – projektstyring, dokumenter, opgaver, tidsregistrering
- HR – personalesager, ansættelse, MUS
- Faktura – godkendelse af elektroniske fakturaer
- Kunder – overblik over kundeforhold, kontrakter, projekter, IT sager
- Salg – styring af salgssager, hvilket ligger tæt op ad CRM
- Medlemmer – i fagforeninger og organisationer bruges ESDH til at styre dokumenter, emails og anden information relateret til medlemmet
- Møder – mødestyring, årshjul, udvalg
- Idea Management. Bruges til at systematisere innovationer i virksomheder og sikre udviklingen af ideerne til færdige produkter eller opdateringer.
- Videndeling, mikroblogging og chat, gennem erhvervsrettede applikationer, der mere uformelt lader brugerne dele viden samtidig med at krav om lagring mv. overholdes.
- Kontrakthåndtering - håndtering af frister for genforhandling eller opsigelse af aftaler

## Videreudvikling
Understøttelse af arbejdsprocessen er i stigende grad i fokus således at ESDH-systemet bliver et miljø for faktiske forretningsprocesser. Sådanne processer afhænger naturligvis af det konkrete forretningsområde og kan omfatte så forskellige ting som introduktion af ny medarbejder inden for HR eller gennemførsel af salg inden for salg og forretningsudviklig. Kommunernes Landsforening og KOMBIT arbejder pt. på et projekt med en arbejdsgangsbank, det vil sige en samling af arbejdsprocesser, der går igen i den kommunale sektor. Disse arbejdsprocesser beskrives i dag i BPMN, som nogle ESDH-systemer kan anvende direkte. Nogle løsninger understøtter arbejdsprocesser, mens det er en integreret del i andre.
Integration: ESDH-løsninger integrerer i stigende omfang til andre systemer, herunder økonomisystemer, medlemssystemer mv.
Allerede i dag fungerer ESDH-løsninger i organisationer i stigende grad som intranet med muligheder for nyhedsopslag, oversigt over forretningsmål, deling af nyheder, chatfunktioner og statusopdateringer.
ESDH-løsninger er også blevet gjort mobile på smartphones og senere tablets.